# Fairly Local
"Fairly Local" to pierwszy singiel amerykańskiego duetu muzycznego Twenty One Pilots z albumu Blurryface, wydany 17 marca 2015 roku przez Fueled by Ramen. Piosenka została napisana przez Tylera Josepha.
Nagranie w Polsce uzyskało certyfikat platynowej płyty.

## O utworze
Utwór jest utrzymany w koncepcji synth rocka i hip-hopu z elementami muzyki elektronicznej i rocka. Utwór jest jedną z najprostszych kompozycji (chodzi o tekst i wykonanie jego), podobnie jak w przypadku choćby Stressed Out.

## Teledysk
Teledysk do utworu został nagrany przez Tylera Josepha i Josha Duna w "ośnieżonym" domu. Josh Dun gra w jednym z jego pomieszczeń przez cały teledysk, natomiast Tyler Joseph śpiewa w różnych pomieszczeniach. Przed trzecim refrenem pojawia się motyw wiszącego mikrofonu ze wstawioną żarówką, do którego Tyler często śpiewał podczas trasy promującej album Blurryface.

## Lista utworów
- Fairly Local - 3:27

## Twórcy utworu

### Twenty One Pilots
- Tyler Joseph – wokal, syntezatory, programowanie, gitara
- Josh Dun – perkusja, instrumenty perkusyjne

### Pozostali twórcy
- Ricky Reed - gitara basowa, programowanie